# Bistromolophilus
Bistromolophilus is een ondergeslacht van het geslacht van insecten Molophilus binnen de familie steltmuggen (Limoniidae).

## Soorten
Deze lijst is mogelijk niet compleet.
- M. (Bistromolophilus) dooraganensis (Theischinger, 1999)